# اس‌اس اکسپرس (۱۹۴۰)
اس‌اس اکسپرس (۱۹۴۰) (به انگلیسی: SS Express (1940)) زیردریایی که طول آن ۴۵۱ فوت ۹ اینچ (۱۳۷٫۶۹ متر) می‌باشد . این زیردریایی در سال ۱۹۴۰ ساخته شده‌است.